# Joshua Brookes
Joshua Brookes (24 de noviembre de 1761 - 10 de enero de 1833) fue un anatomista y naturalista inglés.
Estudió en Londres, siendo alumno de John Hunter. Se convirtió en profesor de anatomía en Londres y fundó el Brookesian Museum of Comparative Anatomy.
En 1819 se convirtió en miembro de la Royal Society, y de la Sociedad Linneana de Londres.
En 1828 describió los géneros del guepardo (Acinonyx) y del mamut (Mammuthus).

## Obra
- An Address Delivered at the Anniversary Meeting of the Zoological Club of the Linnean Society, Held at the Society's House, in Soho-Square, 29 de noviembre 1828, en línea. Richard Taylor, Londres, 30 pp.

- The Brookesian Museum. The Museum of Joshua Brookes [...], Londres 1828

- Thoughts on the Best Means of Lessening the Destructive Progress of Cholera, Londres 1831

## Abreviatura (zoología)
La abreviatura Brookes  se emplea para indicar a Joshua Brookes como autoridad en la descripción y taxonomía en zoología.

- Wikimedia Commons alberga una galería multimedia sobre Joshua Brookes.

- Datos: Q1232316
- Multimedia: Joshua Brookes / Q1232316
- Especies: Joshua Brookes